# غلبة المبهم
غَلَبَة المُبْهَم(1) هي حالةٌ في الجهاز العصبي الذاتي حيث تزداد المدخلات اللاوديَّة عبر العصب المبهم، أو يكون التوازن بين الودي واللاودي منحازًا نحو الأخير. يُشار إلى الظاهرة المعاكسة باسم تغلب الودي [الإنجليزية].

## الوصف
يؤثر ازدياد تدفق الدم من الجهاز العصبي اللاودي بشكلٍ ملحوظٍ على القلب، مما يؤدي إلى انخفاض سرعة القلب، أو في الحالات القصوى، توقفها تمامًا. وهذا سببٌ شائع للإغماء.
يسيطر الجهاز العصبي اللاودي في حالات الراحة والاسترخاء، وله تأثيرٌ منشط على الجهاز الهضمي وتأثير مُريحٌ على القلب. يزيد تدريب التحمل من «غلبة المبهم». قد يُلاحظ مثلًا انخفاض سرعة القلب لدى الرياضيين.

## الهوامش
- «1»: غَلَبَة المُبْهَم[ar 1] أو توتُّر (العصب) المُبهم[ar 2] أو هيْمنة المبهم[ar 2] (الاسم العلمي: Vagotonia)

### باللغة الإنجليزية
1. ↑  Štursová، P؛ Budinská، X؛ وآخرون (ديسمبر 2023). "Sports Activities and Cardiovascular System Change" (PDF). Physiological Research. ج. 72 ع. S5: S429–S444. DOI:10.33549/physiolres.935238. PMC:10861254. PMID:38165749. مؤرشف من الأصل (PDF) في 2025-04-11. اطلع عليه بتاريخ 2024-02-10.
2. 1 2  Manolis، AA؛ Manolis، TA؛ وآخرون (يوليو 2021). "The role of the autonomic nervous system in cardiac arrhythmias: The neuro-cardiac axis, more foe than friend?". Trends in Cardiovascular Medicine. ج. 31 ع. 5: 290–302. DOI:10.1016/j.tcm.2020.04.011. PMID:32434043. مؤرشف من الأصل في 2024-05-24. اطلع عليه بتاريخ 2024-02-10.
3. ↑  Brignole، M؛ Moya، A؛ وآخرون (يونيو 2018). "2018 ESC Guidelines for the diagnosis and management of syncope". European Heart Journal. ج. 39 ع. 21: 1883–1948. DOI:10.1093/eurheartj/ehy037. hdl:2262/89469. مؤرشف من الأصل في 2024-11-16. اطلع عليه بتاريخ 2024-02-10.
4. ↑  Billman، GE (أكتوبر 2009). "Cardiac autonomic neural remodeling and susceptibility to sudden cardiac death: effect of endurance exercise training". American Journal of Physiology. Heart and Circulatory Physiology. ج. 297 ع. 4: H1171–H1193. DOI:10.1152/ajpheart.00534.2009. PMID:19684184. اطلع عليه بتاريخ 2024-02-10.

### باللغة العربيَّة
1. ↑  [أ] محمد هيثم الخياط (2006). المعجم الطبي الموحد: إنكليزي - عربي (بالعربية والإنجليزية) (ط. 4). بيروت: مكتبة لبنان ناشرون، منظمة الصحة العالمية. ص. 2239. ISBN:978-9953-33-726-5. OCLC:192108789. QID:Q12193380.
[ب] قاسم سارة (2013). محمد حسان ملص (المحرر). معجم أكاديميا الطبي الجديد (بالعربية والإنجليزية). مراجعة: محمد الدبس (ط. 1). أكاديميا إنترناشيونال. ص. 709. ISBN:978-9953-37-092-7. OCLC:1164356572. QID:Q112637909.
2. 1 2  يوسف حتي؛ أحمد شفيق الخطيب (2011). قاموس حتي الطبي الجديد: طبعة جديدة وموسعة ومعززة بالرسوم إنكليزي - عربي مع ملحقات ومسرد عربي - إنكليزي (بالعربية والإنجليزية) (ط. الأولى). بيروت: مكتبة لبنان ناشرون. ص. 946. ISBN:978-9953-86-883-7. OCLC:868913367. QID:Q112962638.